# 霍耶-措斯楚普市鎮
霍耶-措斯楚普市鎮（丹麥語：Høje-Taastrup Kommune）是丹麥的一個市鎮，位於西蘭島東北部，位於哥本哈根以西，屬首都大区。面積178.41平方公里，2009年人口47,400人。行政中心为措斯楚普。

## 姐妹城市
- 德国歐登堡